# Siegfried Schneider (Fußballspieler)
Siegfried Schneider (* 15. Juli 1958 in Ulm-Söflingen; † 15. Oktober 2010) war ein deutscher Fußballspieler. Der Mittelfeldspieler und Stürmer kam auf insgesamt 113 Zweitliga-Einsätze, in denen er 23 Tore erzielte.

## Werdegang
Der aus der Jugend des SV Thalfingen stammende Schneider schloss sich 1976 dem SSV Ulm 1846 an. Zunächst mit der Mannschaft in der 1. Amateurliga Nordwürttemberg aktiv, qualifizierte er sich mit dem Verein 1978 für die neu eingeführte Oberliga Baden-Württemberg. Dort trug der Angreifer mit sieben Saisontoren dazu bei, dass die Mannschaft um Günter Berti, Walter Kubanczyk und Dieter Kohnle als Tabellenerster vor den punktgleichen Verfolgern 1. Göppinger SV und 1. FC Eislingen in die 2. Bundesliga aufstieg. In der Südstaffel des Wettbewerbs war er unter Trainer Klaus-Peter Jendrosch und dessen Nachfolger Jörg Berger Stammspieler in der Offensive des Klubs. Seine zehn Saisontore – damit war er zweitbester vereinsinterner Torschütze hinter Kohnle – verhalfen dem Liganeuling zum Klassenerhalt als Tabellen-16. In der folgenden Spielzeit mit neun Toren nicht minder erfolgreich im gegnerischen Strafraum, überraschte der Klub als Tabellenfünfter. Aufgrund der Zusammenführung der beiden Zweitligastaffeln verpasste der Klub jedoch um einen Punkt die Qualifikation zur eingleisigen 2. Bundesliga und stieg in die Oberliga ab.
Vom bestplatzierten Absteiger wechselte Siegfried zum schlechtestplatzierten Nicht-Absteiger, da er sich der SpVgg Fürth anschloss, die die Saison als Tabellen-14. der 2. Bundesliga Süd beendet hatte. Bei seinem neuen Verein im Mittelfeld aufgestellt, konnte er seine gute Torquote aus Ulmer Tagen nicht aufrechterhalten. An der Seite von Lothar Leiendecker, Fred Schaub und Wolfgang Metzler erzielte er in seiner ersten Spielzeit für die „Kleeblätter“ vier Saisontore. In der folgenden Spielzeit blieb er ohne Torerfolg und stieg mit dem Klub aus der 2. Bundesliga ab.
Nach dem Abstieg kehrte Schneider in die Ulmer Umgebung zurück und schloss sich der SpVgg Au/Iller in der Landesliga Württemberg an. Hier entdeckte er wieder seine Torjägerqualitäten und war am Ende, obwohl erst während der laufenden Saison nach Au gewechselt, Torschützenkönig der Landesliga Staffel 2. Nach 1½ Spielzeiten ging er als Spielertrainer zum SV Machtolsheim, 1986 kehrte er in selber Funktion zu seinem Heimatverein SV Thalfingen zurück, wo er 1988 seine aktive Karriere beendete. Hauptberuflich war der passionierte Tischtennisspieler als städtischer Angestellter für die Stadt Ulm tätig.